# Hassaniyya

Hassaniyyas huvudsakliga utbredningsområde (mörkgrönt). I ljusgrönt område förekommer språket parallellt med tuaregiska, ett berberspråk.

Hassaniyya (arabiska: حسانية) är en arabisk dialekt med över tre miljoner talare, främst i Mauretanien och Västsahara, men även i delar av Marocko, Algeriet och Mali, samt i liten omfattning i Niger och Senegal.
Hassaniyya räknas till maghrebarabiskan och innehåller många ord från berberspråk.